# Elcar Motor Company

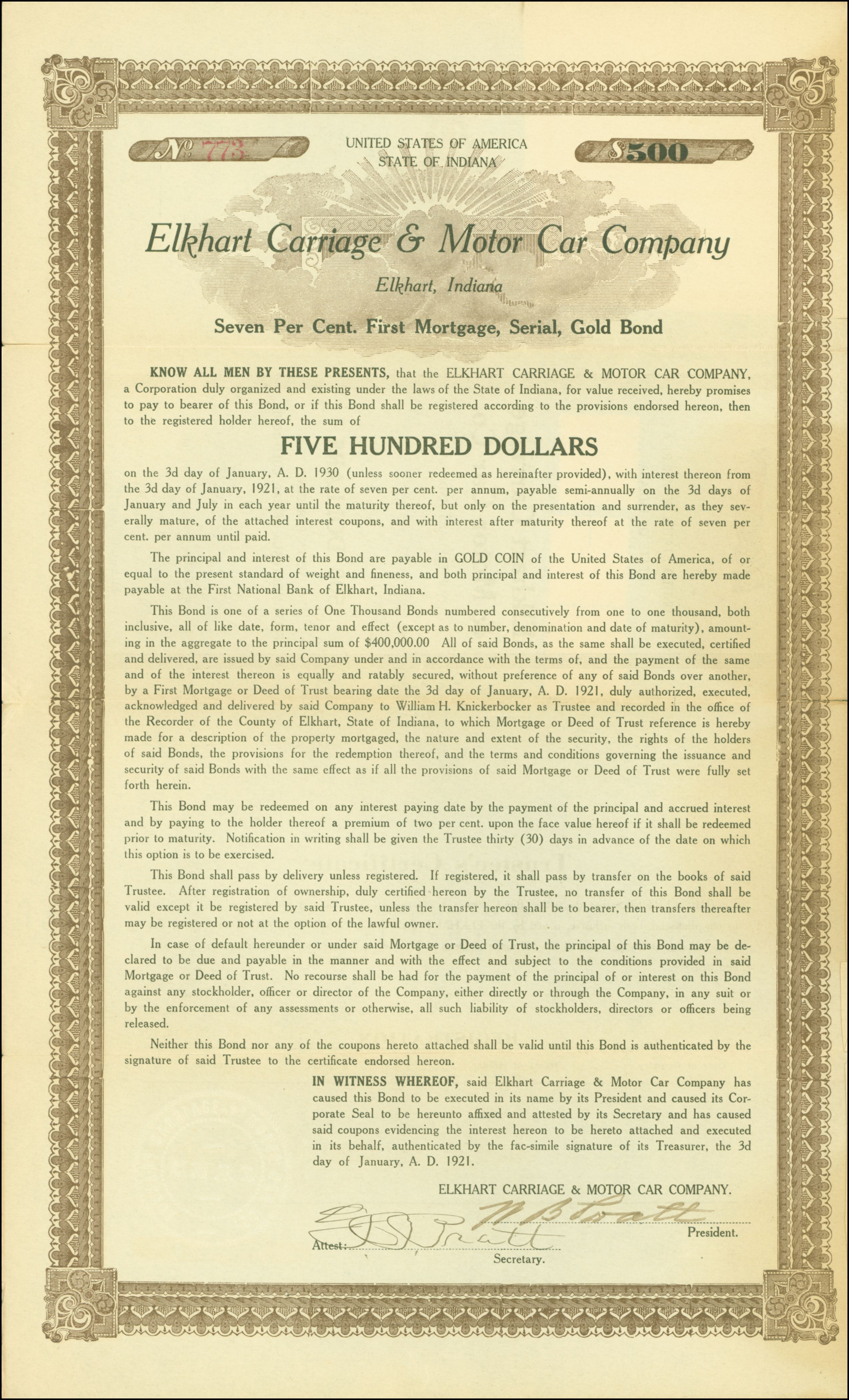
Gold Bond der Elkhart Carriage & Motor Car Company vom 3. Januar 1921

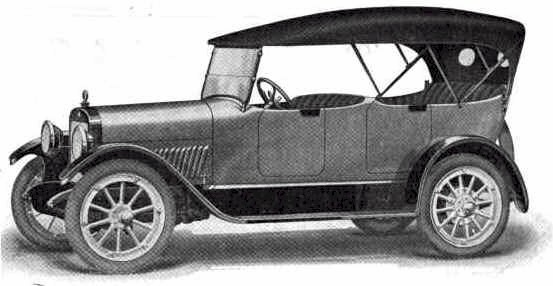
Elcar 35 HP von 1916

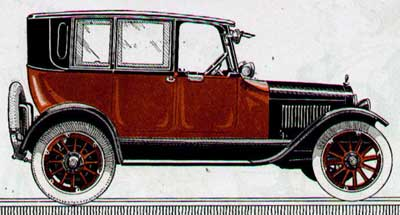
Elcar L 6 als Taxi von 1921

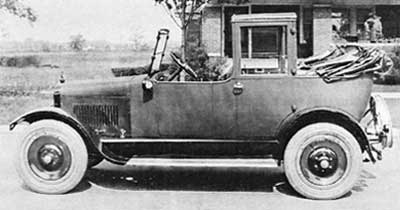
Elcar L 4 als Taxi von 1922

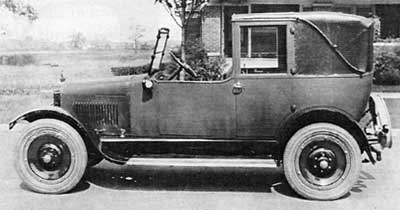
Dasselbe Fahrzeug mit geschlossenem Verdeck

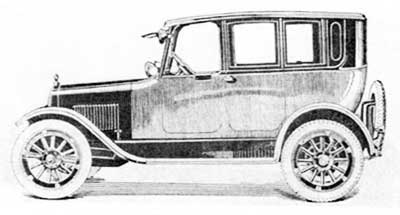
Elcar M 6 als Taxi von 1922

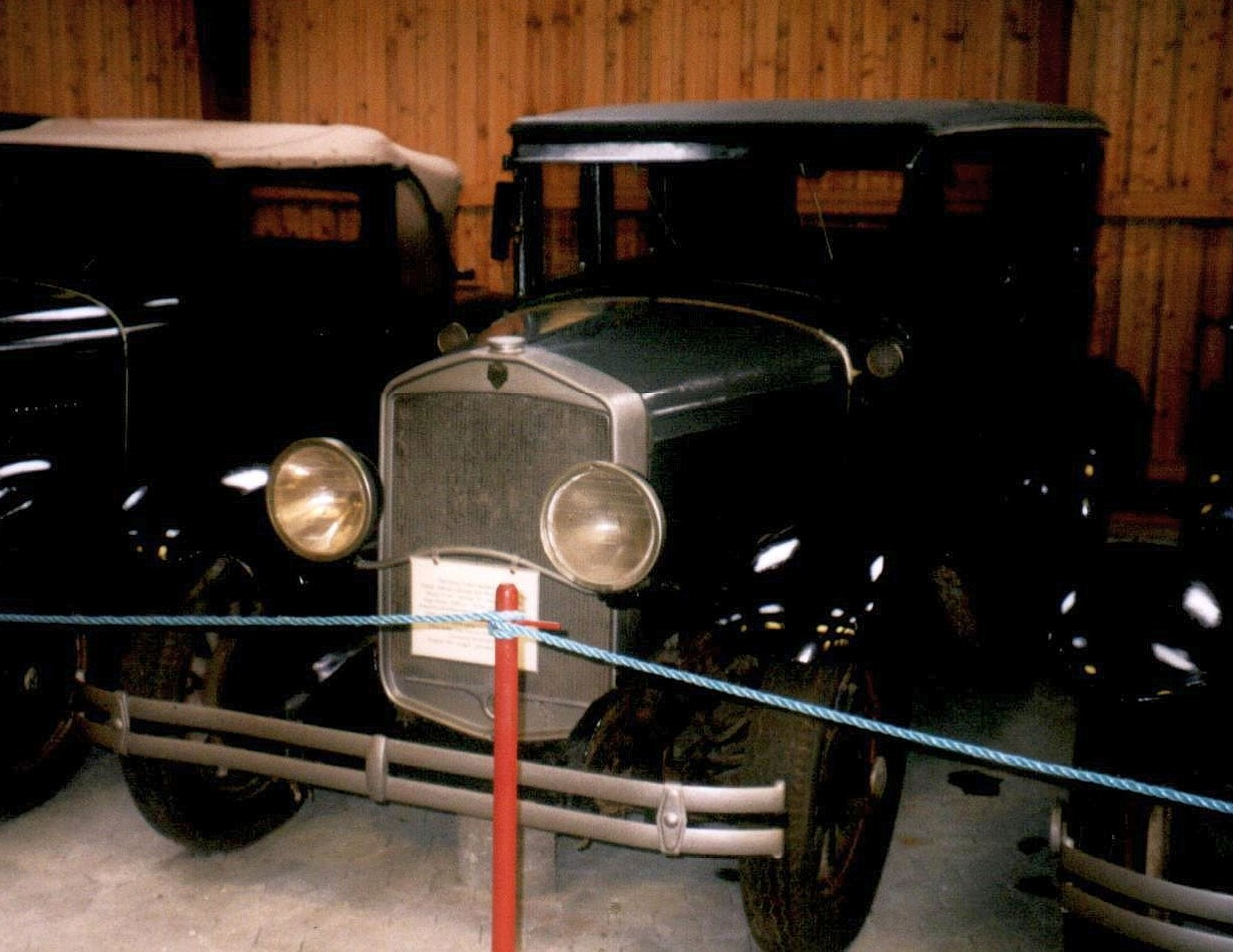
Elcar von 1930

Elcar Motor Company, vorher Elkhart Carriage & Motor Car Company, war ein US-amerikanischer Hersteller von Automobilen.

## Vorgeschichte
Die Brüder William B. und George B. Pratt betrieben seit 1871 die Elkhart Carriage & Harness Manufacturing Company in Elkhart in Indiana. Sie stellten zunächst Kutschen sowie ab 1909 Automobile her. Der Markenname lautete bis 1915 Pratt-Elkhart. 1915 änderte sich die Firmierung in Pratt Motor Car Company und der Markenname in Pratt.

## Unternehmensgeschichte
Spät im Jahr 1915 führten die Brüder eine Reorganisation durch. So entstand die Elkhart Carriage & Motor Car Company in derselben Stadt. Sie stellten ab 1916 erneut Automobile her, die als Elcar vermarktet wurden.
Im Juli 1921 verkauften die Brüder das Unternehmen an die ehemaligen Auburn-Manager G. W. Bundy, W. H. Denison, A. M. Graffis und F. B. Sears. Mit ihnen wechselten 50 Mitarbeiter von Auburn nach Elkhart, ein Verlust, der bei Auburn schwere Probleme verursachte.
Die Firmierung änderte sich daraufhin in Elcar Motor Company. Sears war Präsident und Graffis Chefingenieur. Der Zuschlag für eine Lieferung von Armee-Ambulanzen erleichterte den Start der neuen Führungsmannschaft. Eine andere Quelle bestätigt, dass während des Ersten Weltkriegs einige Krankentransportwagen für das Militär gefertigt wurden. Ab 1922 entstanden außerdem Taxis. Elcar stellte solide Fahrzeuge der amerikanischen Mittelklasse und oberen Mittelklasse her. Die beste Zeit hatte das Unternehmen Mitte der 1920er Jahre, bevor sich die wirtschaftliche Lage deutlich verschlechterte. 1930 konnte ein Konkurs noch abgewendet werden; 1931 begann die Insolvenz. Das war gleichzeitig das Ende der Marke Elcar.
Bei den Versuchen das Unternehmen zu retten kam es zu Kontakten mit Alvah Powell, der den Lever-Motor entwickelt hatte, und mit Harry Wahl, der ein Fahrzeug von Mercer neu auflegen wollte. Von beiden Modellen entstanden nur Prototypen.
1933 oder 1934 endete die Fahrzeugproduktion endgültig. Insgesamt entstanden etwa 20.000 Fahrzeuge.
Am 5. Mai 1936 wurde das Unternehmen liquidiert und versteigert.
Die Allied Cab Manufacturing Company benutzte zwischen 1932 und 1935 einen Teil des Werks.

## Fahrzeuge

### Markenname Elcar
Alle Fahrzeuge hatten zugekaufte Motoren. Sie waren jeweils mit verschiedenen Karosserien erhältlich, wie in der nachstehenden Übersicht erkennbar ist.
Das Modell von 1916 hatte einen Vierzylindermotor von Lycoming mit 35 PS Leistung. Das Fahrgestell hatte 290 cm Radstand.
1917 wurde der Radstand auf 292 cm verlängert und das Karosserieangebot erweitert.
Für 1918 ist die Bezeichnung Model E-Four überliefert. Die Motorleistung betrug nun 37,5 PS und der Radstand 295 cm. Das Model D-Six kam dazu. Der Sechszylindermotor kam von der Continental Motors Company und leistete 40 PS. Der Radstand entsprach dem Vierzylindermodell.
1919 ersetzte das Model H-Four das bisherige Vierzylindermodell mit gleichen Daten. Das Sechszylindermodell blieb unverändert.
1920 entfielen die speziellen Modellnamen. Das Vierzylindermodell blieb unverändert. Beim Sechszylindermodell wurde die Motorleistung auf 55 PS erhöht.
1921 erhielten beide Modellreihen einen Radstand von 297 cm.
1922 wurde der Radstand auf 300 cm verlängert. Die Bezeichnungen lauteten nun Model 22-K-4 und Model 22-7-R.
1923 bestand das Fertigungsprogramm aus dem Model 4-40 und Model 6-60. Der Vierzylindermotor leistete nun 40 PS, der Sechszylindermotor weiterhin 55 PS. Der Radstand blieb unverändert bei 300 cm.
1924 wurde beim Model 4-40 die Motorleistung auf 42 PS erhöht und gleichzeitig der Radstand auf 284 cm gekürzt. Das neue Model 6-50 hatte den gleichen Radstand und die gleichen Aufbauten. Sein Sechszylindermotor leistete 50 PS. Das Model 6-60 blieb unverändert.
1925 blieben das Vierzylindermodell sowie das große Sechszylindermodell unverändert. Bei Model 6-50 wurde der Radstand auf 295 cm verlängert. Das neue Model 8-80 hatte einen Achtzylinder-Reihenmotor von Lycoming. Seine Motorleistung war mit 65 PS angegeben. Der Radstand betrug 323 cm.
1926 war das letzte Jahr für ein Vierzylindermodell. Das Model 4-55 hatte einen Motor mit 46 PS Leistung sowie einen Radstand von 295 cm. Das Model 6-65 löste die beiden bisherigen Sechszylindermodelle ab. Sein Motor leistete 55 PS. Der Radstand betrug ebenfalls 295 cm. Das Achtzylindermodell war zum Model 8-81 weiterentwickelt worden. Der Motor leistete nun 82 cm. Der Radstand von 335 cm ermöglichte größere Aufbauten.
1927 bestand das Angebot aus dem Sechszylindermodell Model 6-70 mit 70 PS Leistung und 297 cm Radstand, dem kleinen Achtzylindermodell 8-82 mit 62 PS Leistung und 312 cm Radstand sowie dem großen Achtzylindermodell 8-90 mit 82 PS Leistung und 335 cm Radstand. Das letztgenannte Modell war auch als siebensitzige Limousine mit 340 cm Radstand erhältlich.
1928 blieb das Model 6-70 unverändert. Das Model 8-78 entsprach dem bisherigen Model 8-82. Ein neues Model 8-82 hatte 70 PS Motorleistung und ebenfalls 312 cm Radstand. Im Model 8-91 leistete der Motor 84 PS. Der Radstand betrug 323 cm. Das Model 8-92 hatte den gleichen Motor, aber 340 cm Radstand. Das Model 8-120 hatte einen verbesserten Motor von Lycoming mit 115 PS Leistung. Der Radstand betrug ebenfalls 340 cm.
1929 wurde das Sechszylindermodell Model 75 genannt. Der Motor leistete nun 61 PS. Model 95 und Model 96 hatten 90 PS Motorleistung und 312 cm Radstand. Darüber rangierte das Model 120 mit 115 PS Leistung und 340 cm Radstand.
1930 wurde das Sechszylindermodell in Model 75 A umbenannt. Model 95, Model 96 und Model 120 blieben unverändert. Das neue Model 130 hatte 140 PS Motorleistung und 330 cm Radstand. Vom Model 140, das als Basis für den neuen Mercer dienen sollte, entstanden zwei Limousinen und eine Cabriolimousine. Außerdem gab es Versuchswagen mit dem Lever-Motor.
1931 hieß das Sechszylindermodell Model 86. Das Model 100 ersetzte die bisherigen Model 95 und Model 96. Das Model 130 blieb unverändert.

### Markenname Diamond

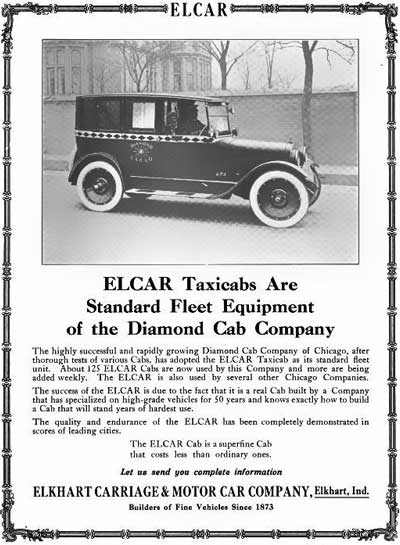
Elcar wird Flottenlieferant der Diamond Taxicab Company in Chicago. Elcar-Anzeige von 1921.

Ein Flottenkunde für das Elcar-Taxi war die Diamond Taxicab Company in Chicago. Deren New Yorker Ableger organisierte Nat D. Jacoby, der bereits die dortige Black & White Cab Company Taxigesellschaft kontrollierte. Für seine Diamond Taxicab wollte er ein eigens entwickeltes Taxi einsetzen, das von der dazu gegründeten Diamond Taxicab Company in Ypsilanti (Michigan) gebaut werden sollte. Dieser neue Hersteller war als Joint Venture verschiedener Unternehmen angelegt, in dem die Autobauer Gray Motor Corporation und Apex Motor Corporation (Gray- resp. Ace-Personenwagen) eine größere Rolle spielten. Es war mit US$ 10 Mio. sehr gut kapitalisiert. Die Pläne für das Taxi erstellte der Elcar-Chefingenieur A. M. Graffis offenbar im Auftrag. Ein Prototyp wurde 1922 bei Apex Motor gebaut und von Jacoby samt den Plänen erworben. Möglicherweise unter dem Eindruck der absehbaren finanziellen Schwierigkeiten bei Apex Motor – das Unternehmen musste Anfang 1923 schließen – änderte Jacoby seine Absichten und ließ bei der Driggs-Seabury Ordnance Corporation in New Haven (Connecticut) einen neuen Entwurf anfertigen. Das neue Diamond-Taxi war besonders leicht, wartungsfreundlich und wirtschaftlich konzipiert. Es scheiterte schließlich nicht zuletzt daran, dass sich seine Konstruktion nicht mit dem neuen Taxireglement der Stadt New York vereinbaren ließ. Auch Driggs-Seabury geriet im November 1923 in finanzielle Schwierigkeiten, konnte sich aber retten.
So kam es zu einer dritten und letzten Version des Taxis, das nun bei Elcar entstand. Dabei dürfte es sich um das vorgenannte Elcar-Taxi mit kundenspezifischer Ausstattung gehandelt haben. Mindestens 1000 Diamond-Taxis wurden gebaut. Die meisten entstanden wahrscheinlich bei Elcar. Eine erste Bestellung über 250 Einheiten hatte die Diamond Taxicab Company noch 1922 an Elcar weitergegeben, weil die eigenen Produktionsanlagen in Ypsilanti (Michigan) nicht bereit waren. Einer anderen Quelle zufolge schloss Elcar 1922 mit Diamond einen Vertrag für den Bau von 1000 Taxis.

### Markennamen Martel und Royal Martel
Zwischen Mai 1925 und 1927 entstanden rund 200 Taxis dieser beiden Marken. Pläne beliefen sich auf 5000 Fahrzeuge jährlich. Abnehmer war Jules Martin und seine Royal Martel Taxi Corporation aus New York City.  Der Royal Martel war gegenüber dem Martel wohl besser ausgestattet und hatte Stoßstangen und Stoßdämpfer. Der Motor kam von Lycoming. Eine andere Quelle nennt als Bauzeitraum 1925 bis 1926.

### Markenname El-Fay
Die Fahrzeuge mit dem Markennamen El-Fay waren ebenfalls Taxis. Abnehmer war Larry Fay. Eine Quelle gibt als Bauzeitraum 1929 bis 1932 an. Nach einer anderen Quelle wurde der Markenname erst ab 1931 verwendet. Ferner heißt es darin, dass die Produktion bis Anfang 1935 lief. Es gibt aber auch Hinweise darauf, dass sie mit dem Tod von Larry Fay am Neujahrstag 1933 oder 1933 mit dem Konkurs von Elcar endete. Die Basis der Fahrzeuge bildeten Fahrgestelle der Elcar-Modelle 70, 75, 75 A und 86.

## Elcar-Modellübersicht
| Jahr | Modell       | Zylinder | Leistung (PS) | Radstand (cm) | Aufbau |
| ---- | ------------ | -------- | ------------- | ------------- | --- |
| 1916 | 35 HP        | 4        | 35            | 290           | Tourenwagen 5-sitzig, Runabout 2-sitzig |
| 1917 | 35 HP        | 4        | 35            | 292           | Tourenwagen 5-sitzig, Cloverleaf Roadster 4-sitzig, Roadster 2-sitzig, Limousine 5-sitzig                                                                  |
| 1918 | Model D-Six  | 6        | 40            | 295           | Tourenwagen 5-sitzig, Limousine 5-sitzig, Roadster 4-sitzig                                                                                                |
| 1918 | Model E-Four | 4        | 37,5          | 295           | Tourenwagen 5-sitzig, Roadster 4-sitzig, Limousine 5-sitzig                                                                                                |
| 1919 | Model D-Six  | 6        | 40            | 295           | Tourenwagen 5-sitzig, Touren-Roadster 4-sitzig, Limousine 5-sitzig, Sportster 4-sitzig                                                                     |
| 1919 | Model H-Four | 4        | 37,5          | 295           | Tourenwagen 4-sitzig und 5-sitzig, Limousine 5-sitzig |
| 1920 | 37,5 HP      | 4        | 37,5          | 295           | Tourenwagen 5-sitzig, Sportster 4-sitzig, Limousine 5-sitzig, Coupé 3-sitzig                                                                               |
| 1920 | 55 HP        | 6        | 55            | 295           | Tourenwagen 5-sitzig, Sportster 4-sitzig, Limousine 5-sitzig, Coupé 3-sitzig                                                                               |
| 1921 | 37,5 HP      | 4        | 37,5          | 297           | Roadster 3-sitzig, Tourenwagen 5-sitzig, Sportster 4-sitzig, Coupé 3-sitzig, Limousine 5-sitzig                                                            |
| 1921 | 55 HP        | 6        | 55            | 297           | Tourenwagen 5-sitzig, Roadster 3-sitzig, Sportster 4-sitzig, Coupé 3-sitzig                                                                                |
| 1922 | Model 22-K-4 | 4        | 37,5          | 300           | Tourenwagen 5-sitzig, Sport 4-sitzig, Roadster 3-sitzig, Coupé 4-sitzig, Limousine 5-sitzig                                                                |
| 1922 | Model 22-7-R | 6        | 55            | 300           | Tourenwagen 5-sitzig, Sport 4-sitzig, Roadster 3-sitzig, Coupé 4-sitzig, Limousine 5-sitzig, Suburban 5-sitzig                                             |
| 1923 | Model 4-40   | 4        | 40            | 300           | Tourenwagen 5-sitzig, Sport 4-sitzig, Roadster 3-sitzig, Coupé 4-sitzig, Limousine 5-sitzig                                                                |
| 1923 | Model 6-60   | 6        | 55            | 300           | Tourenwagen 5-sitzig, Sport 4-sitzig, Roadster 3-sitzig, Coupé 4-sitzig, Brougham 5-sitzig, Limousine 5-sitzig                                             |
| 1924 | Model 4-40   | 4        | 42            | 284           | Phaeton 5-sitzig, Demi Sport 5-sitzig, Speedway Sport, Standard Brougham 5-sitzig, Sport Brougham, Limousine, Sport Limousine                              |
| 1924 | Model 6-50   | 6        | 50            | 284           | Phaeton 5-sitzig, Demi Sport 5-sitzig, Speedway Sport, Standard Brougham 5-sitzig, Sport Brougham, Limousine, Sport Limousine                              |
| 1924 | Model 6-60   | 6        | 55            | 300           | Phaeton 5-sitzig, Sport 5-sitzig, Brougham 4-sitzig, Brougham Limousine 5-sitzig                                                                           |
| 1925 | Model 4-40   | 4        | 42            | 284           | Tourenwagen 5-sitzig, Demi Sport 5-sitzig, Sport 5-sitzig, Brougham 5-sitzig, Sport Brougham 5-sitzig, Limousine 5-sitzig, Sport Limousine 5-sitzig        |
| 1925 | Model 6-50   | 6        | 50            | 295           | Demi Sport 5-sitzig, Sport 5-sitzig, Brougham 5-sitzig, Sport Brougham 5-sitzig, Standard Limousine 5-sitzig, Sport Limousine 5-sitzig                     |
| 1925 | Model 6-60   | 6        | 55            | 300           | |
| 1925 | Model 8-80   | 8        | 65            | 323           | Tourenwagen 5-sitzig und 7-sitzig, Roadster 3-sitzig, Brougham 5-sitzig                                                                                    |
| 1926 | Model 4-55   | 4        | 46            | 295           | Phaeton 5-sitzig, Coach 5-sitzig, Limousine 5-sitzig |
| 1926 | Model 6-65   | 6        | 55            | 295           | Phaeton 5-sitzig, Coach 5-sitzig, Limousine 5-sitzig |
| 1926 | Model 8-81   | 8        | 82            | 335           | Phaeton 5-sitzig und 7-sitzig, Roadster 4-sitzig, Coupé 3-sitzig, Limousine 5-sitzig und 7-sitzig, Brougham 5-sitzig                                       |
| 1927 | Model 6-70   | 6        | 60            | 297           | Brougham 5-sitzig, Limousine 5-sitzig, Landaulet Roadster 4-sitzig                                                                                         |
| 1927 | Model 8-82   | 8        | 62            | 312           | Brougham 5-sitzig, Limousine 5-sitzig, Landaulet Roadster 4-sitzig                                                                                         |
| 1927 | Model 8-90   | 8        | 82            | 335           | Brougham 5-sitzig, Landaulet Roadster 4-sitzig, Limousine 5-sitzig                                                                                         |
| 1927 | Model 8-90   | 8        | 82            | 340           | Limousine 7-sitzig |
| 1928 | Model 6-70   | 6        | 60            | 297           | Brougham 5-sitzig, Limousine 5-sitzig |
| 1928 | Model 8-78   | 8        | 62            | 312           | Standard Roadster 4-sitzig, Royal Roadster 4-sitzig, Standard Limousine 5-sitzig, Standard Coupé 4-sitzig, Royal Limousine 5-sitzig, Royal Coupé 4-sitzig  |
| 1928 | Model 8-82   | 8        | 70            | 312           | Roadster 4-sitzig, Coupé 4-sitzig, Limousine 5-sitzig, Princess Limousine 5-sitzig                                                                         |
| 1928 | Model 8-91   | 8        | 84            | 323           | Roadster 4-sitzig, Prince Limousine 5-sitzig, Prince Brougham 5-sitzig, Coupé 4-sitzig, Limousine 5-sitzig und 7-sitzig                                    |
| 1928 | Model 8-92   | 8        | 84            | 340           | |
| 1928 | Model 8-120  | 8        | 115           | 340           | |
| 1929 | Model 75     | 6        | 61            | 297           | Roadster 2-sitzig und 4-sitzig, Tourenwagen 5-sitzig, Club Limousine 5-sitzig, Convertible Coupé 4-sitzig, Coupé 4-sitzig, Limousine 5-sitzig              |
| 1929 | Model 95     | 8        | 90            | 312           | Roadster 2-sitzig und 4-sitzig, Tourenwagen 5-sitzig, Club Limousine 5-sitzig, Convertible Coupé 4-sitzig, Coupé 4-sitzig, Limousine 5-sitzig              |
| 1929 | Model 96     | 8        | 90            | 312           | Roadster 4-sitzig, Convertible Coupé 4-sitzig, Coupé 4-sitzig, Limousine 5-sitzig                                                                          |
| 1929 | Model 120    | 8        | 115           | 340           | Roadster 4-sitzig, Tourenwagen 5-sitzig, Convertible Coupé 4-sitzig, Coupé 4-sitzig, Limousine 5-sitzig und 7-sitzig                                       |
| 1930 | Model 75 A   | 6        | 61            | 297           | Limousine 5-sitzig, Club Limousine 5-sitzig, Tourenwagen 5-sitzig und 7-sitzig, Convertible Coupé 4-sitzig, Coupé 4-sitzig, Roadster 2-sitzig und 4-sitzig |
| 1930 | Model 95     | 8        | 90            | 312           | Limousine 5-sitzig und 7-sitzig, Club Limousine, Convertible Landau, Coupé 4-sitzig, Tourenwagen 5-sitzig und 7-sitzig, Roadster 2-sitzig und 4-sitzig     |
| 1930 | Model 96     | 8        | 90            | 312           | Fleetwing Limousine 5-sitzig und 7-sitzig, Princess Limousine 5-sitzig, Coupé 4-sitzig, Roadster 4-sitzig, Convertible Coupé 4-sitzig                      |
| 1930 | Model 120    | 8        | 115           | 340           | |
| 1930 | Model 130    | 8        | 140           | 330           | Coupé 4-sitzig, Limousine 5-sitzig und 7-sitzig, Business Coupé, Club Limousine, Convertible Landau, Tourenwagen 5-sitzig und 7-sitzig, Roadster 4-sitzig  |
| 1930 | Model 140    |          |               | 343           | Limousine, Cabriolimousine |
| 1931 | Model 86     | 6        | 61            | 297           | Roadster 2-sitzig und 4-sitzig, Coupé 2-sitzig und 4-sitzig, Club Limousine, Convertible Landaulet, Limousine                                              |
| 1931 | Model 100    | 8        | 90            | 312           | Roadster 4-sitzig, Coupé 2-sitzig und 4-sitzig, Convertible Landaulet, Club Limousine, Fleet Limousine, Princess Limousine                                 |
| 1931 | Model 130    | 8        | 140           | 330           | Roadster 4-sitzig, Coupé 2-sitzig und 4-sitzig, Convertible Landaulet, Club Limousine, Limousine 5-sitzig und 7-sitzig                                     |

Quelle:

## Elcar-Produktionszahlen
| Jahr  | Produktionszahl |
| ----- | --------------- |
| 1916  | 415             |
| 1917  | 1.090           |
| 1918  | 936             |
| 1919  | 943             |
| 1920  | 1.536           |
| 1921  | 1.338           |
| 1922  | 1.338           |
| 1923  | 1.710           |
| 1924  | 1.836           |
| 1925  | 1.891           |
| 1926  | 1.336           |
| 1927  | 1.483           |
| 1928  | 1.312           |
| 1929  | 1.206           |
| 1930  | 873             |
| 1931  | 138             |
| Summe | 19.381          |

Quelle: